# Rahm Emanuel
Rahm Israel Emanuel, född 29 november 1959 i Chicago, Illinois, är en amerikansk demokratisk politiker. Han var borgmästare i sin hemstad Chicago mellan 16 maj 2011 och 20 maj 2019. Tidigare har han bland annat varit ledamot i USA:s representanthus (2003–2009) och Vita husets stabschef (2009–2010).

## Utbildning
Emanuel avlade 1981 sin grundnivåexamen i de fria konsterna vid Sarah Lawrence College, följt av en masterexamen 1985 i argumentation och kommunikation vid Northwestern University.

## Politisk karriär
Under sin tid som politiker i Chicago utvecklade Emanuel nära kontakter med den då ganska okände lokalpolitikern Barack Obama.

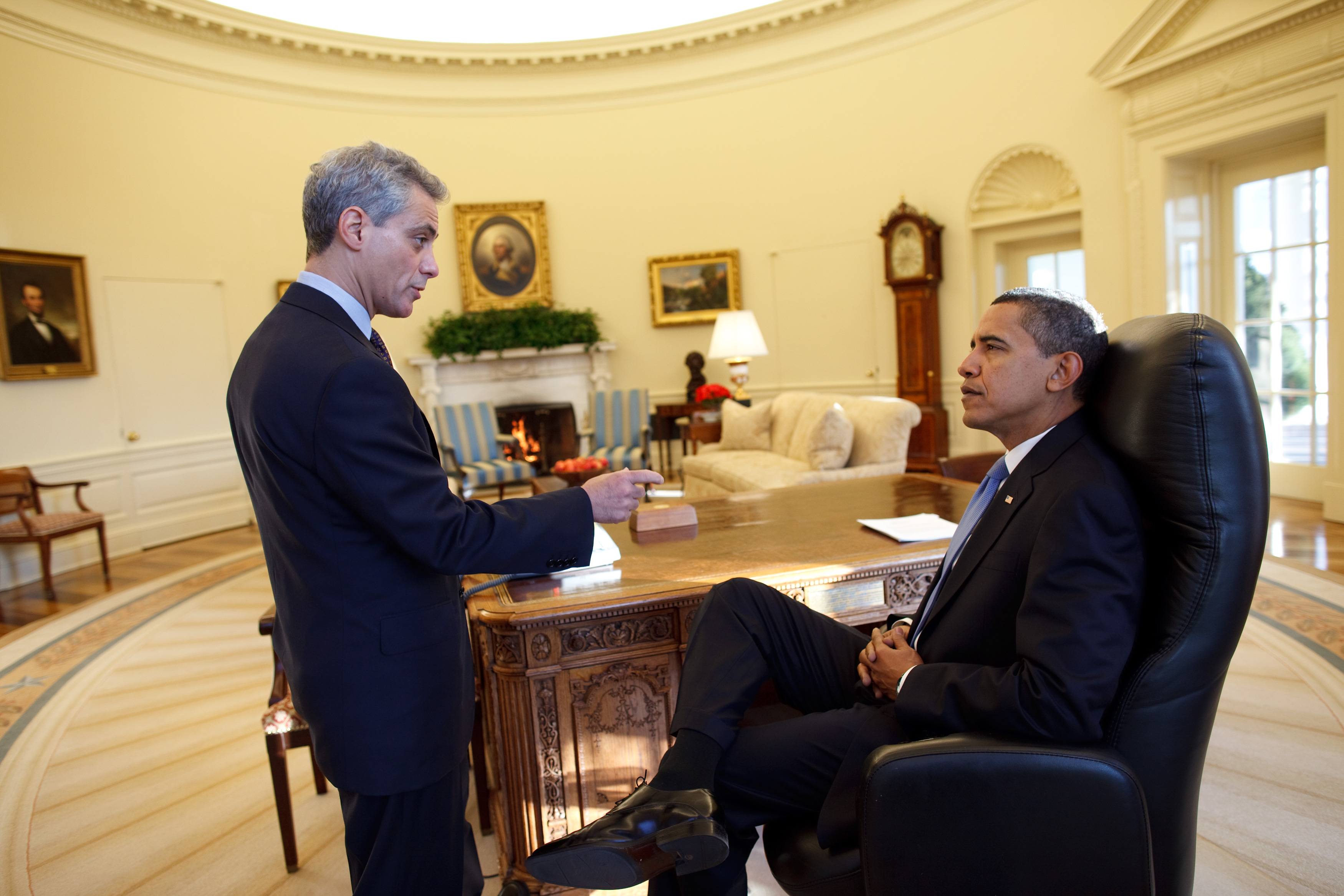
Emanuel och president Obama i Ovala rummet.

Emanuel var såsom Director of Finance ansvarig för kassan i Bill Clintons kampanj i presidentvalet i USA 1992. Han arbetade som rådgivare åt president Clinton 1993–1998. Därefter (1999–2002) arbetade han på investmentbanken Wasserstein, som 2001 blev del av Dresdner Kleinwort-koncernen).
Kongressledamoten Rod Blagojevich valde att kandidera i 2002 års guvernörsval i Illinois. Emanuel efterträdde Blagojevich i USA:s representanthus sedan denne blivit guvernör i januari 2003.
Som ordförande för Democratic Congressional Campaign Committee (DCCC) ledde Emanuel demokraternas segerrika kampanj i kongressvalet i USA 2006.
Han utsågs strax efter presidentvalet i USA 2008 till Barack Obamas stabschef, för att sedermera bli Vita husets stabschef när Obama tillträtt som USA:s president i januari 2009. Emanuel avgick som stabschef den 1 oktober 2010 för att ställa upp som kandidat i borgmästarvalet i Chicago, som han vann.

## Privatliv
Rahm Emanuel är också bror till agenten och företagsledaren Ari Emanuel, som anses vara en av de mest inflytelserika personerna i Hollywood, och bioetiken Zeke Emanuel, vice rektor vid University of Pennsylvania.